# Загрей
Загре́й (дав.-гр. Ζαγρεύς) — в давньогрецькій міфології божество містерій, яке ототожнюється з Діонісом, так званий «старший Діоніс». Загрей був убитий в дитинстві титанами, проте його серце вціліло і завдяки цьому Загрей народився вдруге як Діоніс. Загрей — також епітет Діоніса, іноді й Аїда.

## У міфах

### Народження
Згідно з Нонном Панополітанським, Зевс відвідав Персефону в вигляді змія, і та народила йому рогате немовля Загрея, тобто Діоніса, на острові Крит. Годувальницею була Деметра. Згідно з орфіками, годувальницею була Персефона. Есхіл в «Сісіфі» називав його сином Аїда.

### Загрей і титани
Ледве встигнувши з'явитися на світ, новонароджений син сів на трон свого батька, Зевса, і, отримавши від Зевса скіпетр, почав повторювати за батьком кидання блискавок.
Попри могутність Загрея, титани-змовники напали на хлопчика, коли той дивився в дзеркало. Гера підкупила варту, щоб вона покинула пост і за допомогою брязкалець та дзеркала виманила немовля з трону. Щоб урятуватися, Загрей змінював подобу. Коли ж він набув образу бика, титани наздогнали його і розірвали, а з його тіла замість крові полився білий мед. Сім шматків тіла вони помістили в триногу посудину, зварили, підсмажили та з'їли. Недоторканим лишилося серце Загрея, тобто сама сутність бога.
Згідно з Арнобієм, Зевс ув'язнив титанів у Тартарі саме за вбивство Загрея (а не за боротьбу проти олімпійських богів).

### Відродження Загрея
Афіна врятувала серце Загрея. Зевс зробив із серця напій, який дав дочці Кадма, Семелі. Випивши його, Семела завагітніла Діонісом. В іншому варіанті Зевс проковтнув серце і Семела потім зачала від Зевса Діоніса. Аполлон поховав тіло Загрея в Дельфах, зібравши шматки тіла в посудину.

### Загрей і людство
Пізні античні джерела, а саме Олімпіодор, зазначають, що Зевс спопелив тих титанів, які скуштували плоть Загрея, і з цього попелу виникли люди. Через це люди успадкували провину титанів і частку Загрея. Платон також згадував, що люди деградують, уподібнюючись титанам.

## Трактування образу
Діодор Сицилійський ототожнював єгипетського Осіріса з Загреєм. На його думку, міф про загибель Діоніса переказав Орфей, маючи на увазі вбивство Загрея титанами. При цьому насправді було декілька осіб на ім'я Діоніс.
Англійський філолог Мартін Лічфілд Вест пропонував, що міф про вбивство Загрея є головним міфом Діонісійських містерій. Згідно з його реконструкцією первісного міфу, Загрей мусив стати наступником Зевса в керуванні світом, але заздрісна Гера підмовила титанів убити його.
Роберт Ґрейвс пояснював походження міфу тим, що на Криті був звичай щороку вбивати та з'їдати хлопчика. Це було жертвопринесення богині місяця Кар (Артеміді Карії). Перетворення Загрея відображають 5 пір критського року, символізовані левом, козою, конем, змією та биком. Потім ритуальне вбивство замінили символічним дійством, під час якого претенденти на членство в орфічному товаристві виступали в ролі Загрея, а інші учасники вдавали, що вбивають його.

## У масовій культурі
Загрей — головний герой відеогри Hades (2020), де він син Аїда та Персефони, що намагається втекти з царства мертвих.